# Daniel Sabsay
Daniel Alberto Sabsay (Ciudad de Buenos Aires, 4 de octubre de 1951) es un abogado y catedrático argentino especializado en derecho constitucional que actualmente se desempeña como Presidente de la Asociación Argentina de Derecho Constitucional.

## Biografía
Sabsay nació en la Ciudad de Buenos Aires el 4 de octubre de 1951.
Realizó sus estudios de abogacía en la Universidad de Buenos Aires obteniendo su título de grado el 2 de agosto de 1974.

## Actividad académica y profesional
Comenzó su carrera como meritorio del Juzgado Nacional N.º 1 en lo Laboral de la Capital Federal en 1974. En 1981 pasó a desempeñarse como asesor del Consejo Federal de Inversiones. En ese mismo año, y hasta 1983, fue Investigador del Instituto de Estudios Estratégicos de la Facultad de Estudios para Graduados de la Universidad de Belgrano.
En 1985 ingresó con el cargo de asesor a la Cámara de Diputados de la Nación desempeñándose en la Comisión de Asuntos Constitucionales hasta 1994, siendo Presidente de la Comisión el diputado Jorge Vanossi. Cuando este último asumió la Vicepresidencia Primera de la Cámara de Diputados, se trasladó a su gabinete también en el cargo de Asesor. En 1995 pasó a desempeñarse como Asesor en la Cámara Alta del Congreso Nacional.
Fue asesor del Bloque de la Unión Cívica Radical en la Convención que reformó la Constitución de la Provincia de Buenos Aires del año 1994 y en la Convención Estatuyente de la Ciudad Autónoma de Buenos Aires en 1996.
En el año 2000, el Presidente de la Nación, Fernando de la Rúa, lo designó Presidente de la Comisión de Juristas para la elaboración del Digesto Jurídico Argentino.
Desde 2006, es socio titular del Estudio Jurídico Sabsay Neimark.
Fue Presidente del Centro de Estudios Constitucionales y Políticos "Dr. Germán J. Bidart Campos" y Presidente del Consejo Consultivo de la Fundación Ambiente y Recursos Naturales.En 2021 se generó controversias ya je Sabsay no puede renovar su mandato como presidente porque fue reelecto dos veces. Sin embargo Sabsay intento bloquear la llegada de u. Sucesor e impulsó la presentación de otra lista, con el apoyo de dos dirigentes de la UCR: el exdiputado cordobés Antonio María Hernández y el exdiputado correntino Mario Midón. De este sector se sospecha que busca utilizar políticamente a la asociación y convertirla en un frente de choque contra el Gobierno. Al mismo tiempo se lo acusó de intentar perpetuarse mediante diversas maniobras entre ellas Sabsay convocó al consejo directivo para agregar al padrón de titulares a más de 100 nuevos miembros.

### Publicaciones
Como doctrinario cuenta con numerosas publicaciones en revistas especializadas del ámbito de las ciencias jurídicas y es autor de libros y manuales principalmente en el ámbito del Derecho Constitucional y políticas públicas en materia de justicia.
Entre ellos se destacan La Constitución de los Argentinos, publicado por la editorial Errepar en 2009, Manual de Derecho Constitucional, publicado por editorial La Ley en 2013 y La Argentina estructural. Justicia: Propuestas de políticas públicas para el mediano y largo plazo, publicado por la editorial del Consejo Profesional de Ciencias Económicas de la Ciudad de Buenos Aires en 2018, obra que recibió la Declaración de Interés Jurídico otorgada por el Poder Legislativo de la Ciudad de Buenos Aires mediante una declaración impulsada por la diputada Natalia Fidel.

## Premios y distinciones
Fue condecorado por el Gobierno de Francia con las insignias de Caballero y de Oficial de la Orden Nacional del Mérito y por la Universidad Nacional Autónoma de México con la Medalla al Mérito Académico. En el año 2013 la Legislatura de la Ciudad Autónoma de Buenos Aires lo distinguió como Personalidad Destacada de las Ciencias Jurídicas a través de una Ley impulsada por los legisladores Enzo Pagani y Marta Varela. En el año 2016 recibió el Premio Konex en la categoría Derecho Constitucional.